# 波萊謝省
波萊謝省（波蘭語：Województwo poleskie，源於斯拉夫詞根「森林」）是波蘭第二共和國時期的一個省，位於該國最東部。1938年時面積33,668 平方公里，是該國面積最大的省份。1931年人口1,132,200 人。首府布格河畔布列斯特。
1939年時下分9縣、12市鎮和97村。1939年以後因德蘇瓜分而消失。現屬白俄羅斯。